# Tertnes HE
Tertnes HE eller Tertnes Håndball Elite er en norsk håndboldklub, hjemmehørende i Bergen. Klubben hører inden under Tertnes Idrettslag.

## Historie
I den norske eliteserien har klubben to gange vundet ligasølv, i sæsonerne 1998/1999 og 2003/2004. Derudover har de vundet ligabronze tre gange og pokalsølv i 2001/2002 og siden 1998 har klubben deltaget flere gange i de europæiske klubturneringer i håndbold, og i 2000 kom de helt til finalen som de tabte 42-41 til spanske Mislata. Den gang var Gunnar Pettersen træner for klubben.

## Resultater

### Elitserien
- Eliteserien
  -  Sølv: 1998/99, 2003/04, 2008/09[1]
  -  Bronze: 2001/02, 2004/05, 2005/06, 2010/11, 2012/13, 2013/14, 2014/15, 2018/19[1]
- NM Cup
  -  Sølv: 2001/02, 2016[1]

### Europa
- EHF Cup
  -  Sølv: 1999/00[2]

## Spillertruppen 2018-19
| Målvogtere - 12 Marie Davidsen - 16 Josefine Lien Fløjspillere RW - 02 Bodil Sørheim - 14 Tina Abdulla LW - 05 Julie Lygren - Rikke Øyerhamn Stregspillere - 07 Vilde Johansen - Katarina Viktoria Bjørnskau Berens | Bagspillere - 08 Mina Mjærum - 09 Madeleine Hilby - 11 Kjerstin Boge Solås - 15 Thea Stankiewicz - 19 Karoline Fantoft - Hermine Motzfeldt Auberg - Kristin Nørstebø |

### Transfers 2019-20
| Tilgange - Henrikke Hauge Kjølholdt (RW) (Hentet i Fyllingen Håndball) - Linn Gossé (LW) (Hentet i TIF Viking) - Eva Erdal Moen (LB) (Hentet i IL Gneist) - Birgitte Karlsen Hagen (CB) (Comeback) | Afgange - Vilde Johansen (P) (Skifter til Herning-Ikast Håndbold) - Kjerstin Boge Solås (LB) (Skifter til Siófok KC) - Marie Davidsen (GK) (Skifter til Thüringer HC) |

### Ledere
- Cheftræner: Tore Johannessen
- Assistenttræner: Jarle Alver
- Målvogtertræner: Jan Stankiewicz
- Fysioterapeut: Tore Jan Skulstad Eland

### Notable former national team players
- Cecilie Leganger
- Kjersti Grini
- Janne Kolling
- Iris Morhammer
- Terese Pedersen
- Mette Davidsen
- Marianne Rokne
- Mia Hundvin
- Anne Petersen Waage
- Linn Gossé
- Stine Skogrand
- Sakura Hauge